# Джоан Джонстън
Джоан Мертенс Джонстън (на английски: Joan Johnston) е американска писателка на бестселъри в жанра съвременен и исторически любовен роман.

## Биография и творчество
Джонстън е родена на 18 септември 1948 г. в Литъл Рок, Арканзас, САЩ, в многолюдното семейство на Джордж Робърт, от ВВС, и Иможин Шиър, учителка по музика, Мертенс.
През 1970 г. завършва Университета на Джаксънвил, Флорида, с бакалавърска степен, а през 1971 г. Университета на Илинойс в Ърбана с магистърска степен по театрални изкуства.
Омъжва се за Хю C. Джонстън III на 14 февруари 1970 г. Имат 2 деца – Хедър Лин и Блейк Делос. Развеждат се на 5 април 1986 г.
След следването (1971 – 1973) и дипломирането си работи в седмичника „Уикли Хералд“ в Сан Антонио, Тексас като новинар, редактор и театрален критик. В периода 1973 – 1977 г. е директор на театъра в Колежа на Югозападен Тексас в Ювалди. През 1980 г. завършва с отличие „Право“ в Юридическия колеж на Университета на Тексас в Остин.
В периода 1980 – 1983 г. работи като адвокат в адвокатската кантора „Hunton & Williams“ в Ричмънд, Вирджиния, а в периода 1983 – 1985 г. е адвокат в кантората „Squire, Sanders & Dempsey“ в Маями, Флорида. В периода 1985 – 1988 г. е инструктор в правния факултет на католическия университет „Бари“ в Маями Шорс, Флорида, а в периода 1988 – 1991 г. е асистент в Университета на Маями в Корал Гейбълс, Флорида.
През 1985 г. е издаден първият ѝ роман „A Loving Defiance“. От 1991 г. изцяло се посвещава на писателската си кариера.
Произведенията на писателката често са в списъците на бестселърите. Те са преведени на 15 езика и са издадени в 25 страни в над 15 милиона екземпляра.
Джоан Джонстън живее близо до Боулдър, Колорадо и в Пембрук Пайнс, Флорида.

## Произведения

### Самостоятелни романи
- A Loving Defiance (1985)
- Colter's Wife (1986)
- Fit to be Tied (1988)
- Marriage by the Book (1989)
- Sweetwater Seduction (1990)
- Неподвластни на времето, A Little Time in Texas (1992)
- Кид, Kid Calhoun (1993)
- I Promise (1996)
- What You Want (1998)
- Heartbeat (1998)
- Orange for the Sun (2004)
- No Longer a Stranger (2005)
- Breathless Seduction (2007)

### Серия „Сестрите от Лоун Стар“ (Sisters of the Lone Star)
1. Frontier Woman (1988)
2. Comanche Woman (1989)
3. Texas Woman (1989)

### Серия „Вълк“ (Wolf)
1. Never Tease a Wolf (1991)
2. A Wolf in Sheep's Clothing (1991)

### Серия „Хоукс Уей“ (Hawk's Way Family)
1. Вкус на мед, Honey and the Hired Hand (1992)
2. Пътят на ястреба, The Rancher and the Runaway Bride (1993)
3. The Cowboy and the Princess (1993)
4. Дръзки желания, The Wrangler and the Rich Girl (1993)
5. The Cowboy Takes a Wife (1994)
6. The Unforgiving Bride (1994)
7. The Headstrong Bride (1994)
8. The Disobedient Bride (1995)
9. The Temporary Groom (1996)
10. The Virgin Groom (1997)
11. The Substitute Groom (1998)
12. Sisters Found (2002)

### Серия „Булките от границата“ (Frontier Brides)
1. The Inheritance (1994)
2. Maverick Heart (1995)

### Серия „Заето сърце“ (Captive Heart)
1. Captive (1996)
2. After the Kiss (1997)
3. The Bodyguard (1998)
4. The Bridegroom (1999)

### Серия „Битър Крийк“ (Bitter Creek)
1. The Cowboy (1999)
2. The Texan (2001)
3. The Loner (2002)
4. The Price (2003)
5. The Rivals (2004)
6. The Next Mrs. Blackthorne (2005)
7. A Stranger's Game (2008)
8. Shattered (2009)
9. A Bitter Creek Christmas (2013)
10. Sinful (2014)

### Серия „Братя Бенедикт / Мъжете Тагарт“ (Benedict Brothers / Taggart Men)
1. Outcast (2009)
2. Invincible (2010)
3. Watch Out for My Girl (2012)

### Серия „Булки по пощата“ (Mail-Order Bride)
1. Texas Bride (2012)
2. Wyoming Bride (2013)
3. Montana Bride (2014)

### Участие в общи серии с други писатели

#### Серия „Булки по пощата“ (Mail Order Brides)
1. Боса пред олтара, The Barefoot Bride (1991)
2. Outlaw's Bride (1993)
от серията има още 5 романа от други автори

#### Серия „Повече от думи“ (More Than Words)
- More Than Words, Volume 6 (2010)

от серията има още 5 романа от различни автори

### Сборници
- Untamed Maverick Hearts (1993) – с Патриша Потър и Хедър Греъм Позесъри
- To Have and to Hold (1994) – с Джейн Бонандър, Илейн Кофман и Кейси Майкълс
- A Christmas Together (1994) – с Джейн Бонандър, Таня Ан Кросби и Дженифър Хорсман
- Abduction and Seduction (1995) – с Ребека Брандуейн и Даяна Палмър
- Outlaws and Heroes (1995) – с Малъри Ръш и Далас Шулце
- Lone Star Christmas (1997) – с Даяна Палмър
- Breathing in: Thirteen Poems (1997) – стихосбирка
- Spouse for Hire (1998) – с Ли Магнър и Кейси Майкълс
- Hot Pursuit (1999) – с Малъри Ръш и Ан Стюарт
- Lone Star Christmas ... and Other Gifts (1999) – с Даяна Палмър
- Taming the Lone Wolf / Single in the Saddle (2001) – с Вики Луис Томпсън
- The Bluest Eyes in Texas / Wife in Name Only (2002) – с Каролин Зейн
- Big Sky Country (2004)
- Summer Desires (2006) – с Барбара Маколи и Уенди Росно
- Under the Mistletoe (2006) – с Даяна Палмър
- One Hot Summer (2007) – с Барбара Маколи и Даяна Палмър
- Texas Brides (2009)